# دارين واي
دارين واي (بالإنجليزية: Darren Way)‏ هو لاعب كرة قدم بريطاني في مركز الوسط، ولد في 21 نوفمبر 1979 في بليموث في المملكة المتحدة. شارك مع منتخب إنجلترا لكرة القدم C ‏. أما مع النوادي، فقد لعب مع سوانزي سيتي ونورويتش سيتي ويوفل تاون.

## هوامش
1. ↑  Way first served as مدرب مؤقت for six matches in December 2015. Way was officially appointed as Yeovil's manager on 31 December 2015.

## وصلات خارجية
- دارين واي على موقع قاعدة بيانات كرة القدم.إي يو (الإنجليزية)
- دارين واي على موقع Soccerbase.com (لاعب) (الإنجليزية)
- دارين واي على موقع Soccerbase.com (مدرب) (الإنجليزية)